# 弯蕊芥属
弯蕊芥属（学名：Loxostemon）是十字花科下的一个属，为一年生或多年生矮小纤细草本植物。该属共有10种，分布于锡金和中国西南及西北。